# Let the Games Begin (ER)
Let the Games Begin is de tweede aflevering van het derde seizoen van de televisieserie ER, die voor het eerst werd uitgezonden op 3 oktober 1996.

## Verhaal
Boulet ervaart dat leven met hiv zwaar kan zijn, de ziekenhuisrekeningen stapelen zich op en dr. Benton weigert met haar samen te werken. Zij heeft intussen besloten om haar ziekte geheim te houden. 
Er is bekendgemaakt welk ziekenhuis moet sluiten, het Southside Hospital. Het personeel van daar wordt overgeplaatst naar de andere ziekenhuizen. Zo krijgt het County General ook een gedeelte van het personeel, waaronder de gevreesde hoofd Dr. Anspaugh. 
Dr. Carter komt te laat op zijn werk en als straf wordt hij door dr. Benton weer naar de SEH gestuurd. Dr. Carter neemt wraak door een patiënt over te halen om een plaatselijke verdoving te vragen tijdens zijn operatie zodat hij vragen kan stellen aan de chirurg, dr. Benton. 
Hathaway zit financieel aan de grond en denkt erover om haar huis te verkopen, alleen niemand wil haar huis kopen. 
Dr. Greene en dr. Lewis hebben allebei een blind date, bij allebei valt het zwaar tegen.

## Rolverdeling

### Hoofdrol
- Anthony Edwards - Dr. Mark Greene
- George Clooney - Dr. Doug Ross
- Noah Wyle - Dr. John Carter
- Eriq La Salle - Dr. Peter Benton
- Sherry Stringfield - Dr. Susan Lewis
- Laura Innes - Dr. Kerry Weaver
- Omar Epps - Dr. Dennis Gant
- John Aylward - Dr. Donald Anspaugh
- William H. Macy - Dr. David Morgenstern
- Gloria Reuben - Jeanie Boulet
- Michael Beach - Al Boulet
- Julianna Margulies - verpleegster Carol Hathaway
- Yvette Freeman - verpleegster Haleh Adams
- Ellen Crawford - verpleegster Lydia Wright
- Deezer D - verpleger Malik McGrath
- Laura Cerón - verpleegster Chuny Marquez
- Conni Marie Brazelton - verpleegster Connie Oligario
- Abraham Benrubi - Jerry Markovic
- Kristin Minter - Randi Fronczak
- Charles Noland - E-Ray
- Brian Lester - ambulancemedewerker Brian Dumar
- Emily Wagner - ambulancemedewerker Doris Pickman

### Gastrol
- Isabella Hofmann - arts aidskliniek
- Raye Birk - Mr. Hartley
- Eileen Brennan - Betty
- Rose Gregorio - Helen Hathaway
- Elizabeth Barondes - Heather
- Tony Carreiro - Brent Smythe
- Matt Landers - Mr. Travels
- Eric Christmas - Mr. Heath
- Nancy Linari - Elizabeth Puro
- Mary Anne McGarry - Alice Wakely
- Steve Vinovich - Wayne Lentloff

en vele andere